# استفانوس بیزانتیوس
استفانوس بیزانتیوس (به یونانی: Στέφανος Βυζάντιος) یا استفان بیزانسی جغرافیادان نگارندهٔ فرهنگ جغرافیایی پراهمیت اتنیکا (به یونانی: Ἐθνικά) می‌باشد. بخش اندکی از این فرهنگ امروز برجای مانده‌است.
دانسته‌ها دربارهٔ استفانوس بسیار اندک است. او متخصص دستور زبان بوده و در قسطنطنیه می‌زیسته، در سال‌های پس از امپراتوری آرکادیوس و هونوریوس و تا پیش از رسیدن ژوستینین دوم بر تخت. چنین برمی‌آید که در سدهٔ ششم میلادی در بیزانتیوم هم‌عصر ژوستینین یکم بالیده‌باشد.
هیچ‌کدام از نویسندگان پس از وی از او یادی نکرده‌اند. ولی اثر او در آینده به صورت یک رئوس مطالب از سوی فردی به نام هرمولائوس به ژوستینین (احتمالاً دوم) پیشکش شد.
حتی این شکل خلاصه‌شدهٔ اتنیکا هم دربردارندهٔ اطلاعات ارزشمندی از اساطیر یونانی و دین یونان باستان می‌باشد. استفانوس در این اثر در هر مطلبی به نویسنده‌ای کهن‌تر از خود ارجاع داده‌است، از جمله گزنوفون، استرابون، توسیدید، هرودوت، پولیبیوس، آرتمیدوروس، آیلیوس هرودانیوس و دیگران. بخش اصلی کار او توسط کنستانتین هفتم در د ادمینستارندو ایمپریو حفظ شده‌است.